# John Fielding
John Fielding (Londres, 16 de setembro de 1721 – Londres, 4 de setembro de 1780) foi um notável magistrado inglês e reformista social do século XVIII. Ele também era meio-irmão mais jovem do romancista, dramaturgo e magistrado chefe Henry Fielding. Apesar de ficar cego após um acidente na marinha quando tinha 19 anos, John continuou com seus negócios e, em seu tempo livre, estudou Direito com Henry.
Nomeado assistente pessoal de Henry em 1750, John o ajudou a acabar com a corrupção e a melhorar a competência daqueles engajados na administração da justiça em Londres. Eles fundaram a primeira força policial profissional da cidade, os Bow Street Runners. Apesar da circulação regular de uma 'gazeta policial' contendo a descrição dos criminosos mais famosos, Fielding também estabeleceu a base para o primeiro departamento de relatórios criminais da polícia.
Quando Henry morreu em 1754, John foi nomeado magistrado em Bow Street, conhecido como o "Magistrado Cego", e alegadamente sendo capaz de reconhecer 3 000 criminosos pelo som de suas vozes. Ele também continuou a desenvolver suas ideias sobre prevenção de crimes e criação de empregos para os jovens. Ganhou o título de Cavaleiro em 1761.

## Na cultura popular
- Um Sir John Fielding ficcional é o protagonista de onze romances policiais históricos (situados na Era georgiana), escritos pelo autor americano Bruce Cook, sob o pseudônimo Bruce Alexander.
- John Fielding é um personagem importante no romance policial histórico Death in the Dark Walk (1994), escrito por Deryn Lake.
- John Fielding é interpretado por David Warner no filme televisivo britânico de Sweeney Todd, estrelando Ray Winstone.
- A série de TV City of Vice do Channel 4, é baseada do trabalho de investigação criminal dos irmãos Fielding. Iain Glen intrepreta John Fielding.
- John Fielding é um personagem da série de mistérios de Benjamin Franklin escrita por Lee Hall—que se passa em Londres durante o fim da década de 1750. Em vários momentos o próprio Fielding pede ajuda de Franklin para solucionar um assassinato.
- Charles Dickens usou John Fielding como personagem em sua obra Barnaby Rudge.